# Santa Terezinha de Goiás
Santa Terezinha de Goiás este un oraș în Goiás (GO), Brazilia.